# کره مجتمع رفاهی ونیشین
کره مجتمع رفاهی ونیشین (به انگلیسی: Sphere at The Venetian Resort) یک سازه کروی شکل برای برپایی موسیقی و سرگرمی است که در پارادایس، نوادا، در نزدیکی نوار لاس وگاس و شرق استراحتگاه ونیشین قرار دارد. طرح این پروژه در سال ۲۰۱۸ میلادی توسط شرکت مدیسون اسکوئر گاردن اعلام شد و ساخت آن در سال بعد آغاز شد. این سالن که دارای ۱۸۶۰۰ صندلی است در آغاز قرار بود که در سال ۲۰۲۱ افتتاح شود اما در آوریل ۲۰۲۰ و به دلیل اختلال در زنجیره تأمین پروژه به‌خاطر همه‌گیری کووید-۱۹ ساخت آن به حالت تعلیق درآمد. فرایند ساخت و ساز از اواخر همان سال دوباره از سر گرفته شد و این سازه در ۲۹ سپتامبر ۲۰۲۳ افتتاح شد.